# درع غيانا

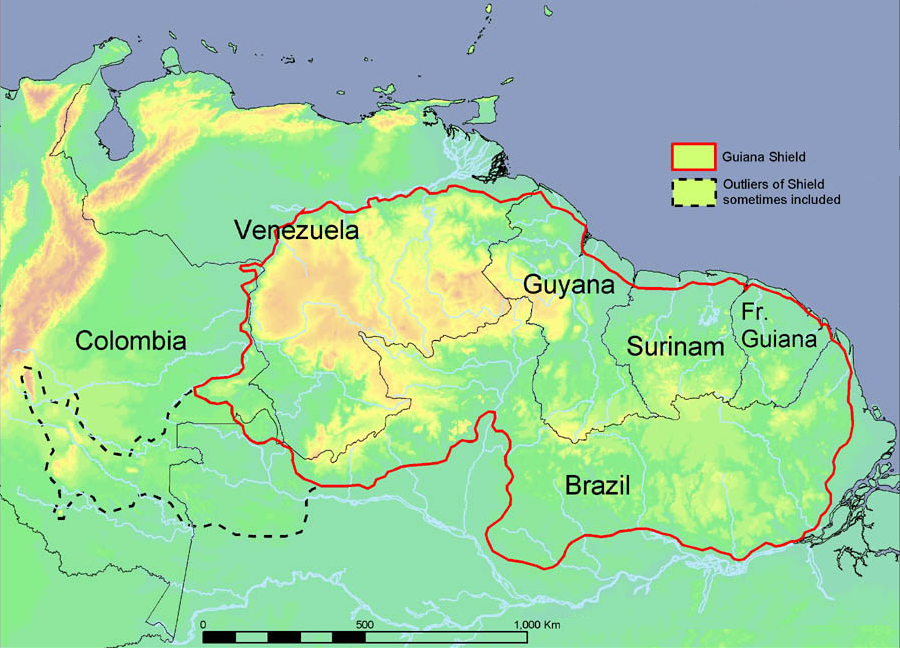
خريطة سياسية لدرع غيانا

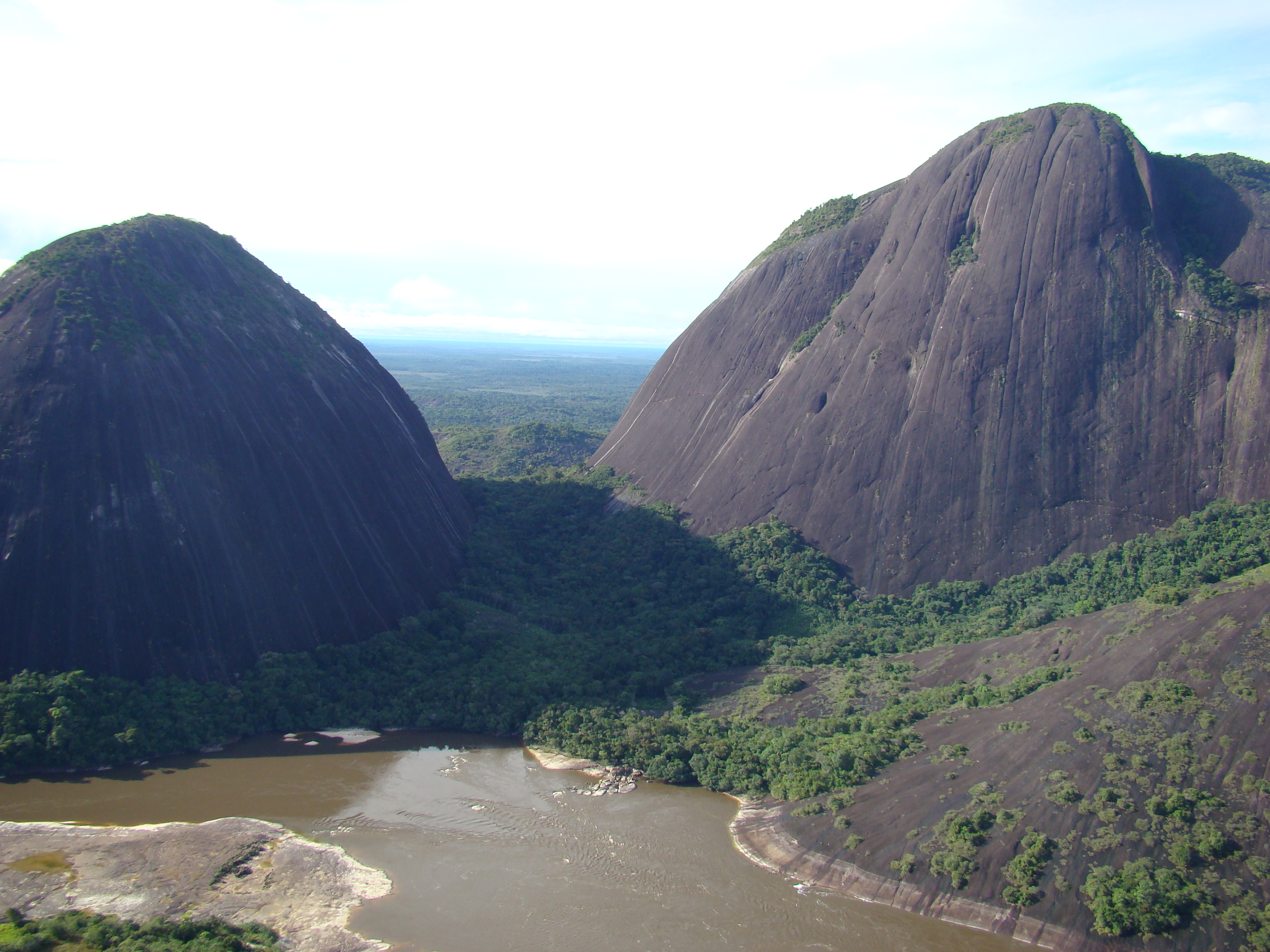
إدارة غواينيا في كولومبيا

درع غيانا (بالإنجليزية: Guiana Shield)‏ هو واحد من الهراوات الثلاثة للوحة أمريكا الجنوبية. يبلغ التكوين الجيولوجي من عصر ما قبل الكمبري 1.7 مليار عام في شمال شرق أمريكا الجنوبية ويشكل جزءًا من الساحل الشمالي. تسمى المرتفعات العالية على الدرع مرتفعات غويانا، حيث توجد الجبال الشبيهة بالطاولة والتي تسمى تيبوي. تعد مرتفعات غويانا أيضًا مصدرًا لبعض أكثر الشلالات شهرة في العالم مثل شلالات أنجل وشلالات Kaieteur وشلالات Kuquenan.
يكمن درع غويانا في جويانا (غويانا البريطانية سابقًا)، سورينام (غويانا الهولندية سابقًا) و جويانا الفرنسية (أو غويان)، معظم جنوب فنزويلا، وكذلك أجزاء من كولومبيا والبرازيل. تتكون صخور درع Guiana من metasediments و metavolcanics (الأحجار الخضراء) تتراكب بواسطة طبقات شبه أفقية من الأحجار الرملية، والكوارتز، والصخر الزيتي والكتل المتوغلة بواسطة عتبات المداخلات الأصغر مثل gabbros.

## جيولوجيا

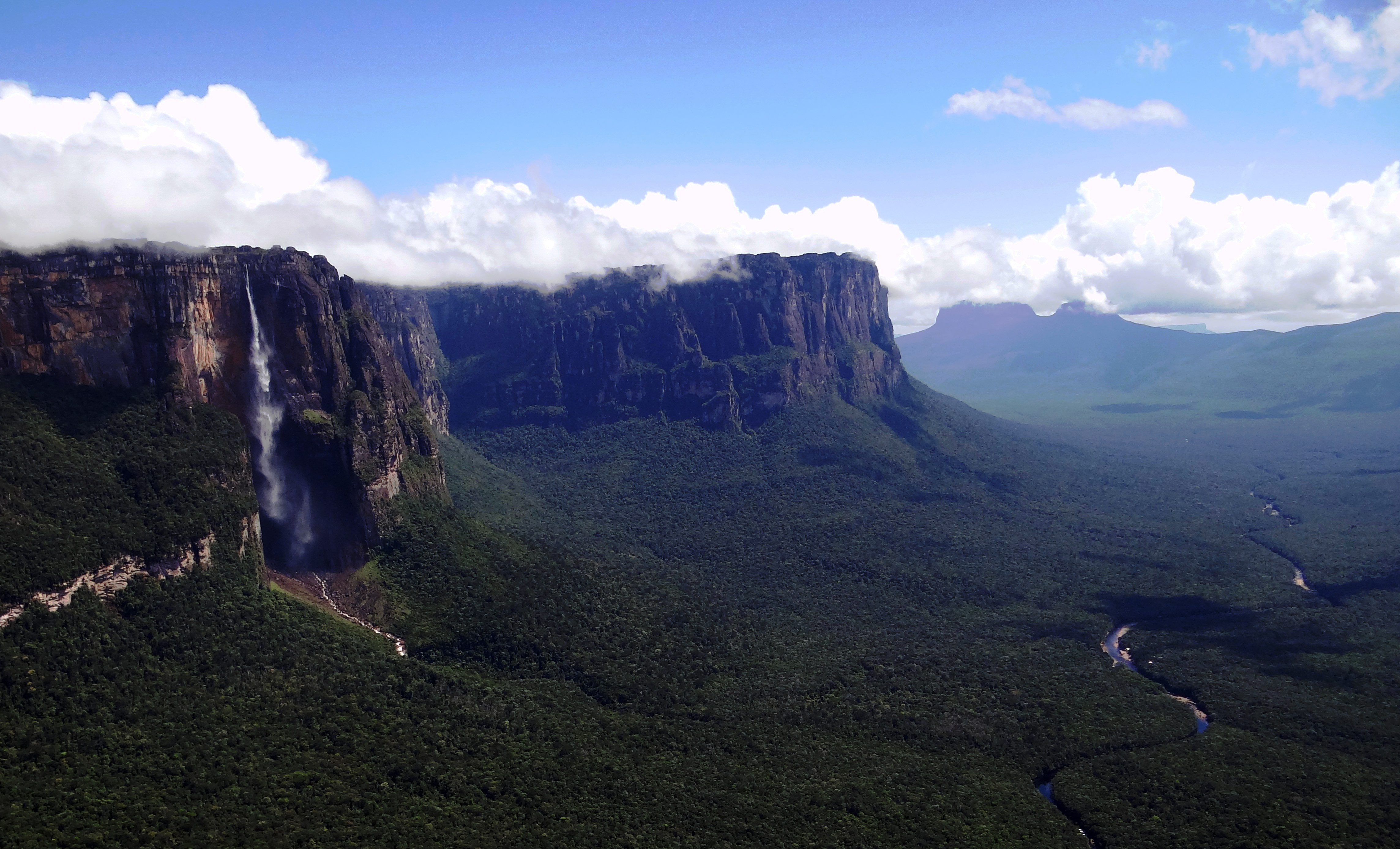
بانوراما شلالات أنجل (على اليسار) - وادي الشيطان - نهر تشورون

تتكون أقدم الصخور في الدرع من مجمع Archean Imataca، الذي يتكون من gneiss الكوارتز-الفلسبار والنيس mafic الثانوي. يمثل خطأ غوري الحد الجنوبي للمجمع. إلى الجنوب من هذا الخطأ توجد صخور بروتيروزويكية مبكرة تتكون من ميتاستولكانيك باستورا سوبرجروب ومجمع سوبامو البلوتوني الجرانيت. تتكون مجموعة كوتشيفيرو من رماد تدفق الرماد والصخور الجيرية الجروتونية. تتكون مجموعة رورايما المبكرة إلى الوسطى من روريما من الصخور الرسوبية القشرية الرملية. تتضمن هذه الرواسب ما قبل الكمبري أحجار الرمل الكوارتز والكوارتزات والتكتلات التي يُفترض أنها تتراوح من 1.8 إلى 1.4 مليار سنة في العمر.